# San Marcello Piteglio
San Marcello Piteglio est une commune de la province de Pistoia, dans la région Toscane, en Italie. Elle est créée le 1er janvier 2017 par la fusion des communes de San Marcello Pistoiese (chef-lieu de la nouvelle commune) et Piteglio.

## Administration
| Période                                  | Période  | Identité   | Étiquette | Qualité |
| ---------------------------------------- | -------- | ---------- | --------- | ------- |
| 2017                                     | En cours | Luca Marmo |           |         |
| Les données manquantes sont à compléter. |          |            |           |         |

## Lieux et monuments
- Le site archéologique du château de Mura (XIIIe siècle)
- Les Tours de Popiglio (IXe et XIe siècles)

## Jumelages
San Marcello Piteglio est jumelée avec la commune française de Saône.